# Leonid Basztakow
Leonid Fokiejewicz Basztakow (ros. Леонид Фокеевич Баштаков, ur. w 1900, zm. w 1970 w Moskwie) – funkcjonariusz radzieckich organów bezpieczeństwa (OGPU, NKWD, Ludowego Komisariatu Bezpieczeństwa Państwowego i Ministerstwa Bezpieczeństwa Państwowego ZSRR) w stopniu generała majora, m.in. szef Wydziału 1 Specjalnego NKWD. Jeden z członków (obok Bogdana Kobułowa oraz Wsiewołoda Mierkułowa) Kolegium Specjalnego NKWD, tzw. trójki NKWD (Osoboje Sowieszczanije), kierującego masowym mordem na polskich oficerach w Katyniu.

## Życiorys
Urodzony we wsi Samwolnaja Iwanowka w guberni samarskiej w 1900 roku w rosyjskiej rodzinie urzędniczej (o pochodzeniu chłopskim). W latach 1911–1915 uczył się w szkole dla początkujących, zrezygnował z nauki będąc w siódmej klasie szkoły dla dorosłych w Samarze. Do 1922 roku pracował w różnych miejscach i na różnych stanowiskach, m.in. jako księgowy przy produktach żywnościowych oraz jako księgowy przy rejestracji w miejscowym okręgu wojskowym.
Służbę w organach bezpieczeństwa, wówczas w Zjednoczonym Państwowym Zarządzie Politycznym (OGPU), rozpoczął w październiku 1922 roku. Początkowo, prawdopodobnie ze względu na swój zawód i doświadczenie, był księgowym w Oddziale Specjalnym (ros. OO) 33 i 34 Dywizji Strzeleckiej OGPU. W latach 1925–1928 był pełnomocnikiem w Oddziale Ekonomicznym (EKO) w terenowych organach GPU guberni samarskiej, a następnie do 1929 roku pełnomocnikiem (EKO) w Pełnomocnym Przedstawicielstwie (PP) przy OGPU w jednym z okręgów ZSRR. W sierpniu tego samego roku w został wysłany do Moskwy na kurs w szkole organów bezpieczeństwa wewnętrznego OGPU, który ukończył w 1930 roku. Przez następne 7 lat służył w Moskiewskiej Szkole OGPU/NKWD jako szef jednego z wydziałów laboratoryjnych, a w marcu 1937 roku został przeniesiony do centrali NKWD jako oficer operacyjny 7 Oddziału 8 Wydziału (USO, ewidencyjno-statystycznego) w Głównym Zarządzie Bezpieczeństwa Państwowego. Po reorganizacji organów NKWD w połowie 1938 roku, Basztakow został oficerem operacyjnym w 7 Oddziale Wydziału 1 Specjalnego NKWD ZSRR. W październiku 1938 roku został przeniesiony do 10 Oddziału przy Wydziale 1 Specjalnym na stanowisko jego szefa. Jeszcze w tym samym roku został zastępcą szefa, a w marcu 1940 roku szefem Wydziału 1 Specjalnego NKWD ZSRR.
Na tym właśnie stanowisku był w składzie wspomnianej wyżej tzw. trójki NKWD, zajmującej się bezpośrednio z ramienia NKWD na polecenie Biura Politycznego WKP(b) wymordowaniem polskich jeńców wojennych w ramach zbrodni katyńskiej.
Basztakow pracował w Wydziale 1 Specjalnym do lutego 1941 roku, czyli do utworzenia odrębnego Ludowego Komisariatu Bezpieczeństwa Państwowego, do którego został przeniesiony na stanowisko szefa Wydziału 2. Po ponownym utworzeniu jednolitego NKWD przeszedł ponownie na stanowisko szefa Wydziału 1 Specjalnego. Później, w lutym 1942 roku, został długoletnim komendantem Wyższej Szkoły NKWD/Ludowego Komisariatu Bezpieczeństwa Państwowego/Ministerstwa Bezpieczeństwa Państwowego ZSRR, pełnił tę funkcję do maja 1947 roku. Do 1951 roku zajmował różne stanowiska w Ministerstwie Bezpieczeństwa Państwowego.

## Stopnie wojskowe
- 1936 – porucznik bezpieczeństwa państwowego
- 1938 – starszy porucznik bezpieczeństwa państwowego
- 1939 – kapitan bezpieczeństwa państwowego
- 1940 – major bezpieczeństwa państwowego
- 1941 – starszy major bezpieczeństwa państwowego
- 1943 – komisarz bezpieczeństwa państwowego
- 1945 – generał major bezpieczeństwa państwowego

## Odznaczenia
- 1940 – Order Czerwonej Gwiazdy
- 1942 – Order Zasłużonego Pracownika NKWD
- 1943 – Order Czerwonej Gwiazdy
- 1944 – Order Czerwonego Sztandaru
- 1946 – Order Lenina
- Gwiazda Partyzancka 1 Stopnia